# Benito Mussolini
Benito Amilcare Andrea Mussolini, född 29 juli 1883 i Dovia di Predappio nära Forlì, död 28 april 1945 i Giulino di Mezzegra nära Dongo i Como-området, var Kungariket Italiens premiärminister och fascistiske ledare 1922–1943.
Mussolini påbörjade sin politiska karriär som medlem i det Italienska socialistpartiet, men bröt med detta på grund av dess motstånd mot Italiens inträde i första världskriget. Han försökte först jämka ett nationalistisk program med vänsterpolitik men hade föga framgång. Därefter blev hans politik allt mer högerinriktad.
Som reaktion på socialismens framsteg i Italien efter kriget grundade Mussolini fascismen i Italien 1919 och blev 1922 utsedd till Italiens regeringschef (i förlängningen med diktatorisk makt) av kung Viktor Emanuel III. 
Som ledare för landet använde han titlarna Duce del Fascismo, Capo del Governo och Primo Ministro del Regno d'Italia, på svenska "fascismens ledare", "regeringschef" och "Konungariket Italiens premiärminister". Efter Abessiniens erövring 1936 tillkom även titlarna Fondatore dell'Impero och Primo Maresciallo dell'Impero, på svenska "imperiets grundläggare" och "Förste marskalk av Imperiet". Han var under olika perioder vidare även inrikesminister, krigsminister, marinminister och luftfartsminister. Han antog titeln Il Duce, "ledaren".
Under mellankrigstiden bidrog Mussolinis aggressiva utrikespolitik avsevärt till att undergräva nationernas förbund (NF) och dess kollektiva säkerhet, vilken var menad att bevara världsfreden. Interventionen i det spanska inbördeskriget, invasionen av Etiopien och Albanien visade att NF var oförmöget eller ovilligt att stoppa aggression från mäktiga stater och beredde vägen för andra världskriget.
Italien blev under Mussolinis regering allierat med Nazityskland och Japan som tillsammans utgjorde axelmakterna under andra världskriget. Han försökte upprätta en fortsättning på det romerska riket, men efter några inledande framgångar kom hans expansionistiska politik i andra världskriget att misslyckas. År 1943 avsattes Mussolini i en oblodig statskupp för att senare insättas av tyskarna som statschef i den nyupprättade marionettstaten Salòrepubliken. Han avrättades av partisaner 1945.

## Biografi

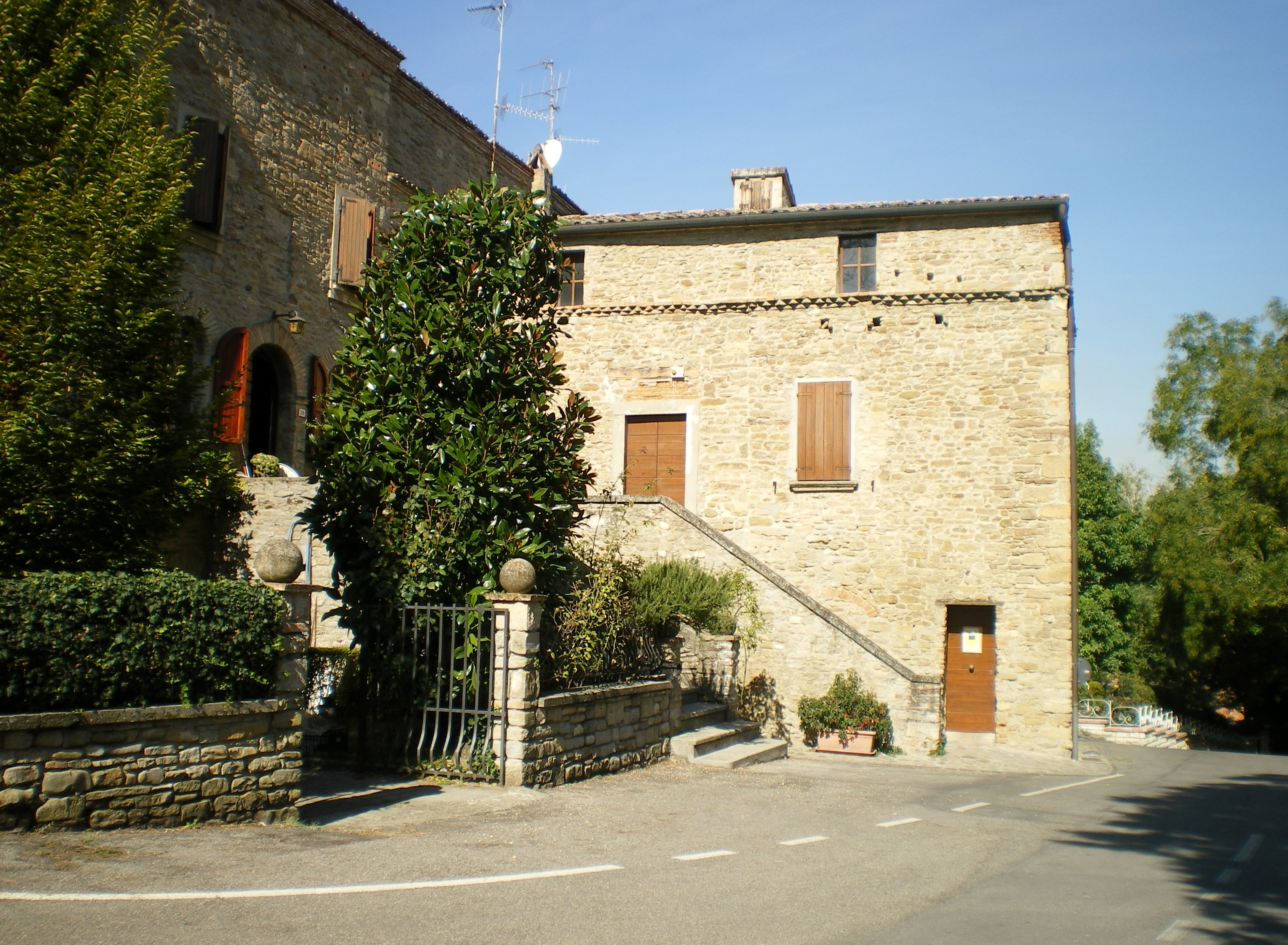
Mussolinis födelsehus i Predappio.

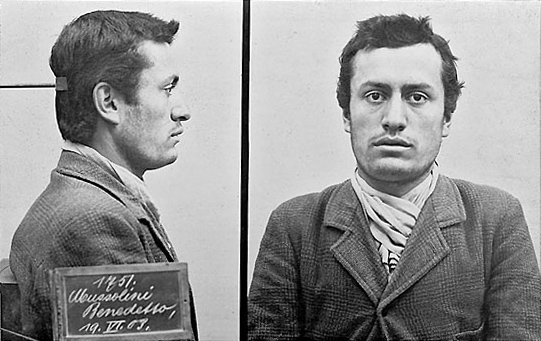
Polisfoto av Mussolini i Schweiz 1903.

Mussolini föddes i Predappio, en liten stad inom provinsen Forlì-Cesena i Emilia-Romagna 1883. Hans far Alessandro Mussolini var till smed och anarkistisk aktivist, medan hans mor Rosa Mussolini var lärarinna och katolik. Han döptes till Benito efter den mexikanske revolutionären och presidenten Benito Juárez, Amilcare efter den italienske anarkisten och patrioten Amilcare Cipriane samt Andrea efter Andrea Costa, en av de första italienska parlamentarikerna för socialistpartiet. Benito var det äldsta barnet i familjen. Hans yngre bror hette Arnaldo och hans syster Edvige. Som liten brukade Benito ofta hjälpa sin far med aktivismen, vilket präglade hela hans barndom.

### Ungdom och journalistår
Mussolini utbildade sig först till folkskollärare och arbetade även en tid som sådan. År 1902–1904 vistades Mussolini i Schweiz för att slippa militärtjänstgöring, trassliga kärleksaffärer och obetalda skulder. Under tiden i Schweiz arbetade han främst som murarhantlangare, parallellt med att han fungerade som socialistisk agitator. I Schweiz agiterade han konfrontativt och aggressivt; parlamenten borde upplösas, privat egendom förbjudas, kungahusen avskaffas, kyrkan hållas kort. Riktiga socialister ska inte tveka att använda våld för att driva fram en revolution.Han utvisades från Schweiz efter att ha bedrivit revolutionär socialistisk propaganda.Han vistades också en tid i Marseille i Frankrike. 
Det italienska socialistpartiet Partito Socialista Italiano var liksom övriga europeiska socialistpartier delade i dels en reformistisk gren och dels i en revolutionär - maximalistisk gren. Mussolini tillhörde den revolutionära grenen vilka ansåg att man inte skulle inordna sig under bourgeoisiens spelregler.
Efter återkomsten till Italien arbetade han åter en tid som folkskollärare, samtidigt som han från 1906 började verka som journalist och grundade den socialistiska tidningen La Lotta di Classe (Klasskampen), för vilken han blev redaktör och skribent på heltid.
1909 begav han sig dock till den då österrikiska staden Trieste, där han tillsammans med Cesare Battisti bedrev nationalistisk italiensk propaganda genom tidningen Il Popolo. Han började vid denna tid förena sin socialism med ett nationalistiskt patos och tog starka intryck av den franske marxisten Georges Sorel, särskilt dennes idéer i Réflexions sur la violence. 1910 var Mussolini tillbaka i Italien och slog sig ned i Milano, som under 12 års tid fram till revolutionen 1922 kom att bli hans hem.
Han ägnade sig nu helt åt journalistiken, främst som medarbetare i de italienska socialisternas huvudorgan Avanti! Han blev talesperson för partiets mest hårdföra revolutionärer. Från 1912 blev han tidningens chefredaktör. Redan året innan hade han avtjänat ett fem månader långt fängelsestraff för uppvigling, genom sin skarpa kritik av Tripoliskriget.
Snart var han nationellt känd som en av de mest tongivande inom socialistpartiets vänsterflygel. Efter första världskrigets utbrott slöt han upp bakom en krigsfientlig linje, men kom snart med krav på att Italien borde sluta upp på Ententens sida i strid med det rådande förbundet med Tyskland och Österrike-Ungern. Mussolini menade att det fanns en nationell dimension i konflikten och att Italien var värt att försvara. Alla krig är inte lika, det finns rättfärdiga krig. Kraven hade brett stöd även bland arbetarklassen då en rad gränsområden med italienskspråkig befolkning ännu stod under österrikiskt styre sedan Italiens enande 1861 - Trieste och Trento. Händelsen utlöste en strid mellan "pacifistiska" och "krigsvänliga" socialister, vilken kulminerade i interventionalisternas nederlag, en händelse i vars förlopp Mussolini fråntogs sitt medlemskap i partiet den 29 november 1914. Mussolini gick då sin egen väg och grundade i november 1914 tidningen Il Popolo d'Italia. Tidningen var möjlig att starta genom franskt ekonomiskt stöd, efter att ha tagit emot  en delegation franska socialister ledda av Marcel Cachin, senare ledare för kommunistpartiet. Den första utbetalningen var på 100000 francs vilket senare följdes av månatliga utbetalningar på 10000 francs. Marcel Cachin hjälpte Mussolini under en resa i Italien i slutet av 1916: ”En dag anförtrodde mig Jules Guede, som då var minister, att vi i Italien hade en man som stod på vår sida, Mussolini”.
När Italien i maj 1915 inträtt i kriget stred Mussolini för den italienska armén i ett Bersaglieriförband och nådde 1916 korprals grad. Efter att ha blivit svårt skadad i februari 1917, en skada han visserligen återhämtade sig ifrån men som ledde till att han förklarades otjänlig till krigstjänst, återvände Mussolini sommaren 1917 till Milano för att åter bli chefredaktör för sin tidning Il Popolo d'Italia. Tidningen krävde att de allierade skulle stödja Italiens krav vid fredskonferensen i Paris.
Efter kriget gjorde han sig berömd genom att hätskt ha kritiserat regeringschefen Vittorio Orlando. Orlando ansågs ha misslyckats med att uppnå Italiens mål under förhandlingarna av Versaillesfreden.

### Tidig politisk karriär
1919 hade en grupp extrema nationalister under diktaren Gabriele d'Annunzios ledning tågat in i den jugoslaviska gränsstaden Fiume och ställt krav på dess införlivande med Italien. Aktionen blev politiskt sett ett misslyckande men d'Annunzio hyllades på brett håll av Italiens arbetarklass som ett slag för italiensk enhet. Samma år organiserade Mussolini och Il Popolo d'Italia de första fasci di combattimento, kampgrupper, den första bildades i Milano 22 mars, och grundade sin ideologi med en fasad av revolutionär socialism, men också en fanatisk nationalism på d'Annunzios nationalromantiska grund. Rörelsen vann snabbt mark genom populistisk missnöjesretorik och kritik mot rådande politisk och social svaghet och vann gehör över stora delar av Italien sedan dess väpnade grenar, de så kallade svartskjortorna börjat utföra väpnade angrepp mot främst kommunister och "pacifistiska" socialister, som ansågs ha svikit det italienska folket genom sitt krigsmotstånd.
Ideologin influerades i hög grad från marxisten Georges Sorel, men även högerideologen Charles Maurras betydde mycket för Mussolini. Samtidigt började Mussolini själv att spela en allt större roll för rörelsens utveckling.
Efter misslyckandet i första världskriget kom en period av ekonomisk depression och politisk oro i Italien. I den förhärjade arbetarklassen fick kommunister och socialister snabbt stöd, vilka vid sidan om fascisterna framträdde som ett enande alternativ. De var förkämpar för kraven på landområden och mer djupgående förändringar utanför det parlamentariska systemet. Mussolini bar med sig ett djupt förakt för parlamentarismen, till förmån för det revolutionära våldet som medel. 1921 konstituerades kampgrupperna till ett parti vid Augustus grav med namnet Partito Nazionale Fascista och vann samma år som del av en nationalistisk-borgerlig valkartell (Blocchi Nazionale) 35 av 535 mandat i deputeradekammaren. Därmed kom den nya rörelsen att vinna stöd i borgerliga kretsar på grund av den ännu pågående revolutionen och inbördeskriget i Ryssland.
1919–1921 hade kommunisterna vunnit ett allt starkare stöd i Italien. Militär och polis saknade i många fall kraft att upprätthålla ordningen, och Mussolinis svartskjortor började i borgerliga kretsar ses som garanterna för lag och ordning.

### Italiens ledare
Mussolinis organisation hade redan visat sin förmåga att hålla tillbaka de annars så starka fackföreningarna, som enligt fascisterna söndrade nationen och motverkade dess möjligheter att förverkliga sina krav på landområden, och 1922 utbröt en generalstrejk som följdes av ännu en politisk kris. Med förevändning att skapa ordning anträddes 27 oktober 1922 Marschen mot Rom, då 20 000 fascister i tre kolonner tågade mot Rom från Tivoli, Monterotondo och Civitavecchia.
Ett populärt slagord var Vår ideologi är enkel – vi vill styra Italien!. Mussolini anlände 28 oktober 1922 till Rom för att under påtryckningar mot den svage och psykiskt instabile kung Viktor Emanuel utses till premiärminister hellre än en socialistisk och öppet antimonarkistisk regering, vilket skedde 31 oktober 1922. I koalitionsregeringen ingick utöver Mussolini endast tre fascister samt fascistsympatisören Giovanni Gentile men även Partido Popolare Italiano (kristdemokratiskt), Partido Liberal (liberalt) samt Partido Social Democratico (vänsterliberalt), vilket bidrog till att ge de tidigare missnöjesorienterade fascisterna en borgerlig anstrykning.
För att genomföra de utlovade reformerna och vinna stöd hos den antisocialistiska borgarklassen hade antimonarkistisk och socialradikal retorik tonats ner, och i regeringsställning genomdrevs en rad privatiseringar (bland annat av Italiens statliga telefonbolag), sänkta företagsskatter samt förlängd allmän semester. Samtidigt ökade trycket från de militanta grupperingarna, och politiskt våld fick föga gehör från regeringen, vilket gradvis ledde till den icke-fascistiska regeringsmajoritetens avgång. Ockupationen av Fiume och Korfu, med efterföljande skadestånd till Italien vann brett stöd, liksom Lausannefördraget, där Mussolini förhandlade till sig rätten till Dodekaneserna, som enligt tidigare avtal skulle överlämnas till den nybildade turkiska republiken. Genom skickligt manövrerande lyckades han hålla sig kvar vid makten till 1924 års val, då fascisterna i koalition med konservativa och vissa liberaler under namnet Lista Nazionale – Nationella listan – vann 65,5 % av rösterna. Detta och Acerbolagen föregående år hade föranlett protester mot fascisterna, liksom bojkott av deputeradekammaren, vilket stärkte minoritetsregeringens makt och möjligheter att styra, särskilt som det drev kungen till att stödja undantagslagar som gav regeringen större makt. Det avgörande slaget mot den sköra italienska demokratin kom samma år då den tongivande socialistledaren Giacomo Matteotti, som anklagat Mussolini för valfusk kidnappades i april 1924, troligen av fascistiska rebeller. Fyndet av hans kropp i en skog veckor senare utlöste en politisk kris vilken inledningsvis antogs bli slutet för Mussolinis politiska karriär, men istället kom att bli den fascistiska regimens födelse. Historiker idag är tämligen ense om att Mussolini inte var inblandad i Matteottis död.
Däremot är det konstaterat att Matteottis anklagelser om valfusk verkligen hade fog för sig.

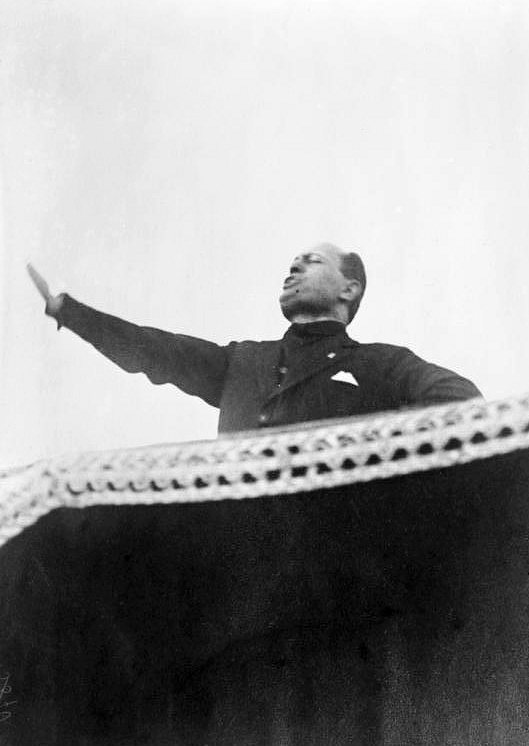
Mussolini i talarstolen 1932.

Nyåret 1924/1925 hade företrädare för svartskjortorna i MVSN, fascisternas säkerhetsmilis, ställt krav på Mussolini med ett väpnat uppror som alternativ om inte den politiska oron avvärjdes snabbt, och den 3 januari framträdde premiärministern inför deputeradekammaren. Mussolini erkände sig som ansvarig för det våld som härjat landet och lovade att återställa ordningen. Med parlamentet och en stark organisation i ryggen började fascisterna med ihärdig kompromisslöshet demontera politiska organisationer. Landets polisväsende parat med fascistmilis sattes in för att krossa oppositionen. Makten koncentrerades inom några månader till Mussolini och fascistpartiets stora råd, Il Gran Consiglio del Fascismo. Efter ett mordförsök 1922 som invalidiserade d'Annunzio var Mussolini ensam tongivande gestalt och endast kung Viktor Emanuel III kunde utmana honom ifråga om auktoritet. Efter ett anarkistiskt mordförsök i oktober 1926 under en parad till minne av marschen mot Rom – Mussolini undkom oskadd – upplöstes de sista partierna formellt och total diktatur infördes. Julafton 1925 ändrades Mussolinis titel från president i ministerrådet till "regeringschef" (Capo del Governo) – endast ansvarig inför kungen – och parlamentet antog en lag som gav den nya ledaren ensam lagstiftningsrätt. Övriga framstående fascister med en betydande maktställning inbegrep, bland andra Michele Bianchi, Italo Balbo, Cesare De Vecchi, Emilio de Bono och Dino Grandi. De tre sistnämnda skulle senare bidra till oppositionen inom fascismen som ledde till Mussolinis fall.

### Den fascistiska staten
Fascisterna hade gått till val på ett populistiskt program med löften om åtgärder mot landets vidsträckta sociala problem, som enligt fascisterna skulle lösas hand i hand med att landets krav på landområden infriades. De flesta av löftena infriades om än på bekostnad av den politiska friheten. Socialförsäkringssystemet byggdes kraftigt ut och arbetslösheten stävjades genom en rad massprojekt inom industri och jordbruk. Den fascistiske polischefen och prefekten Cesare Mori blev den förste att med stora framgångar bekämpa maffian på Sicilien genom ett utbrett system av arresteringar och infiltratörer, vilket under ett årsskifte minskade antalet mord i Palermoprovinsen med bortåt 90 %. Fascistiska organisatörer började likrikta olika organisationer i samhället, från ungdomsorganisationer som Balilla eller Figlio Della Lupa till fackföreningar och medier. Idrottsklubbar, biografer, hotell, infrastruktur och teatrar byggdes ut i hög utsträckning och landet fick ett ekonomiskt och industriellt uppsving. Mussolini benämnde sin ideologi som korporativism eller "nationalkorporativism", som en fusion av eller tredje väg mellan västmakternas kapitalism och Sovjetunionens socialism. Den grundläggande tesen var att kapitalism och privat ägande i sitt "heroiska stadium" var den mest effektiva formen av näringsliv och att den skulle begagnas i nationens intresse. En stor del av den utbyggda rustningskapaciteten användes i högre utsträckning till militära ändamål, och armén utvidgades med nya stridsvagnar och flygvapen. Det skulle emellertid dröja till 1935 innan löftena om territoriell expansion infriades då den italienska armén efter att ha säkrat herraväldet över Libyen där Mussolini utropade sig själv till islams beskyddare, anföll Abessinien med en större diplomatisk kris som följd och Italiens utträde ur NF. Italien satte in kemiska vapen och följande år kunde Mussolini efter Addis Abebas fall på Piazza Venezia i Rom utropa bildandet av det nyromerska imperiet med Viktor Emanuel III som kejsare, samtidigt som brytningen med de tidigare allierade Storbritannien, Frankrike och Engelbert Dollfuss regim i Österrike gradvis ersattes av en politisk och kulturell beroendeställning av det Hitlerstyrda Nazityskland, något en majoritet av fascistiska stora rådet, som dominerades av antityska veteraner från första världskriget, motsatte sig.
När Viktor Emanuel III och Benito Mussolini därefter framträdde tillsammans refererades de till som Il Re Imperatore och Il Duce Fondatore dell'Impero, på svenska "kungakejsare(n)" och "ledaren, imperiets grundläggare". Själv hade han sedan makttillträdet allmänt kallats för il duce – "ledaren", ett epitet som först tillfogats d'Annunzio av dennes anhängare. Utvecklingen av duce-titeln hade med tiden gått från att ha varit il duce del Fascismo för att inte sammanblandas med d'Annunzio, till enbart il duce, via införande av stor begynnelsebokstav i Duce, och slutligen till att stavas enbart med versaler: DUCE.
Vidare hånade Mussolini öppet Adolf Hitlers och de tyska nazisternas antisemitiska rasidéer med uttalanden om Hitler och nazismen som "vissa doktriner som på andra sidan Alperna läres ut av ättlingar till dem som var okunniga att berätta sin egen historia vid en tidpunkt då Rom hade Caesar, Vergilius och Augustus". Judiska grupperingar i Italien var assimilerade, och av omkring 40 000 judar som bodde i Italien under fascistregeringen gick omkring 10 000 med i fascistpartiet, vilket kan jämföras med omkring 60 procent av befolkningen i helhet. En av de mest kända var den fascistiska judiska ministern i fascistpartiet Ettore Ovazza som även grundade den öppet judiska fascisttidningen La Nostra Bandiera ("Vår Fana") år 1935. Ett annat exempel är Mussolinis älskarinna, Margerita Sarfatti. Under andra världskriget och den tyska ockupationen skulle Italien och det också fascistiska Albanien vara ett av de hörn i Europa där judeförföljelserna hade högst begränsad verkan.

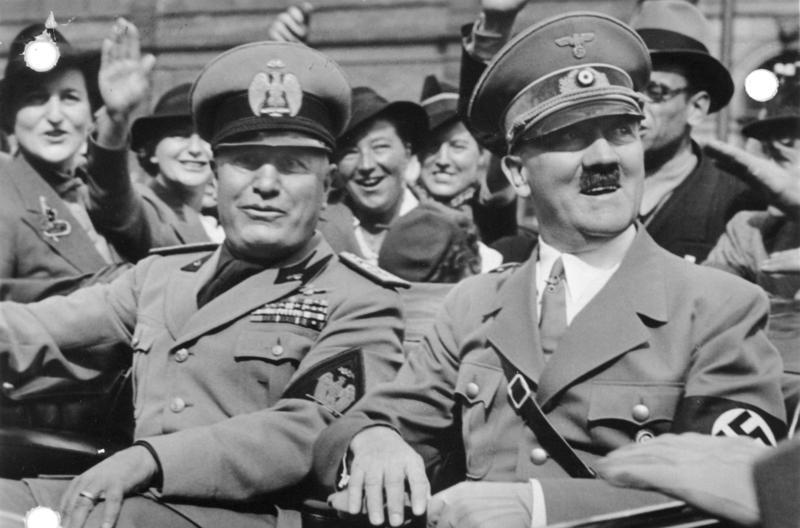
Mussolini och Hitler inför Münchenöverenskommelsen 1938.

Vissa forskare och historiker menar att Mussolini enbart närmade sig Hitlers utrikespolitik och antisemitism av taktiska skäl efter Abessinienkrisen i syfte att stärka banden mellan Italien och Tyskland. Innan Hitler och Mussolini bildade en pakt fanns det ingen stark antisemitism i Italien eller hos fascisterna. Mussolini själv ansåg att judarna var en del av italiensk historia sedan romarnas tid och borde få leva ostört i landet. En konsekvens blev att stödet för den antinazistiska regimen i Österrike undandrogs gradvis med följd att Hitler ockuperade landet i mars 1938.

### Andra världskriget
Till stor förtret och förvåning hos många fascistiska politiker som tidigare ställt sig bakom Mussolini i kritiken mot Tyskland inträdde denne i oktober 1936 ett förbund med det Nazitysklands ledare Adolf Hitler om en icke-militär allians. 1939 annekterade Italien Albanien, och Tyskland och Italien slöt en gemensam försvarspakt. Vid krigsutbrottet i september 1939 avstod Mussolini från att involvera Italien. Då det såg ut som att Tyskland var på väg att vinna kriget i och med framgångarna under slaget om Frankrike inledde Mussolini den 10 juni 1940 ett misslyckat anfall mot Frankrike, Grekland och Egypten. Han drog därmed in landet i kriget, och med tiden blev hans ställning på grund av de militära motgångarna alltmer beroende av Tyskland och Hitler. 1941 deltog Italien i de tyska motanfallen mot Jugoslavien och Grekland och ockuperade delar av dessa med italienska trupper.
Ökenkriget i Nordafrika utkämpades 1940-1943 av italienska trupper med viktigt stöd av den tyska Afrikakåren. Den 10 juli 1943 följdes en allierad kraftsamling och seger i Nordafrika av en angloamerikansk invasion av Sicilien och senare samma år landsteg allierade trupper på det italienska fastlandet. De ständiga motgångarna på slagfältet ledde till sist att Mussolini avsattes i en oblodig statskupp 25 juli 1943. Fascismens stora råd avsatte efter en omröstning Mussolini med rösterna 19 mot 8 (en avstod). Mussolini verkade inte inse att hans ställning förändrats av omröstningen då han på eftermiddagen den 25 juli infann sig till en audiens med kungen i Villa Savoia. På 
kungens order arresterades Mussolini varvid kungen formellt informerade Mussolini om att Pietro Badoglio utnämnts till premiärminister. Den 27 juli upplöste PNF sig självt. Viktor Emanuel lät tillsätta en övergångsregering under den före detta fascistiske generalen Badoglio, som den 3 september slöts en separat vapenvila med de allierade (som utlystes offentligt först 8 september).

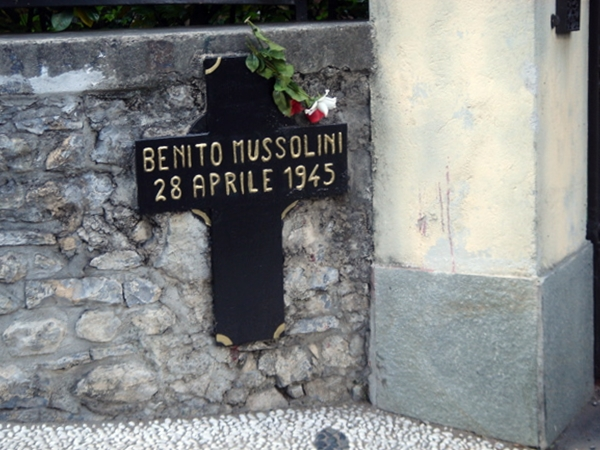
Minnesplats i Giulino di Mezzegra där Mussolini avrättades.

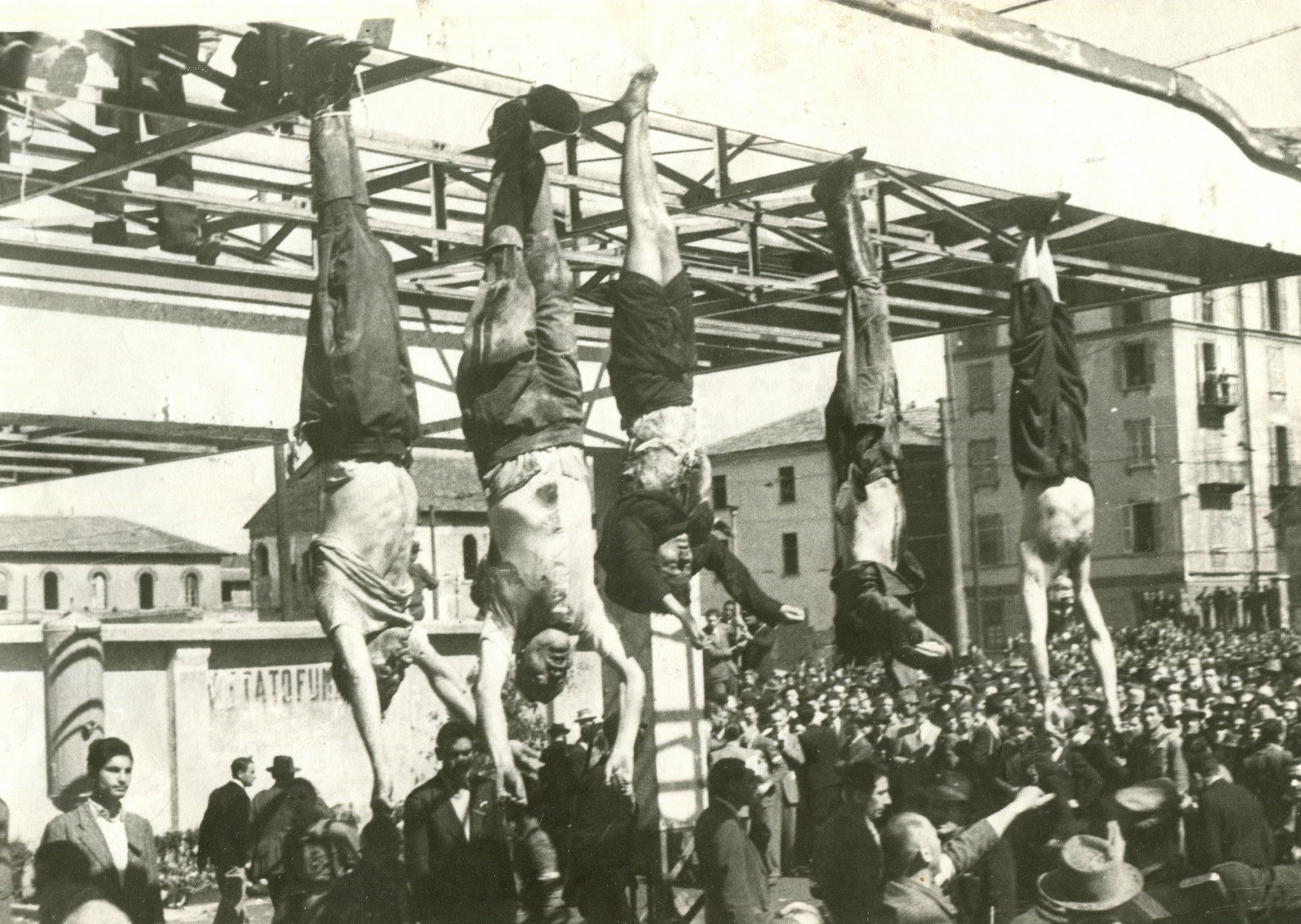
Mussolinis kropp bredvid sin älskarinna Clara Petacci och andra avrättade fascister i Milano den 29 april 1945, i Piazzale Loreto, samma plats där fascisterna ett år tidigare hade hängt upp 15 milanesiska civilister som hämnd för motståndsaktiviteter. Kropparna från vänster till höger: Nicola Bombacci, Benito Mussolini, Clara Petacci, Alessandro Pavolini och Achille Starace.

Den 12 september 1943 fritogs Mussolini av ett jägarförband SS Jagdkommando med kommandosoldaten Otto Skorzeny i spetsen. Mussolini insattes som överhuvud för den så kallade Salòrepubliken i den tyskockuperade norra delen av Italien, i ledning för ett återupplivat fascistparti, PFR. Judar började vid detta tillfälle för första gången på allvar särbehandlas, förföljas och även i vissa fall deporteras till följd av tyskarnas terror på italiensk mark. Mussolini försökte genom samtal och brev hejda Hitlers antisemitiska förföljelser men utan resultat. De "förrädare" som medverkat till att avsätta honom jagades som överlöpare och avrättades, varav en var hans svärson Galeazzo Ciano. I realiteten låg makten helt i tyska händer, och Mussolini förblev en marionettgestalt och en symbol för den förödelse som först nu började drabba Italien i full omfattning.
När det tyska försvaret började bryta samman under våren 1945 försökte Mussolini fly till Schweiz. Hans försök att maskera sig som tysk soldat misslyckades dock, och 27 april 1945 tillfångatogs han av italienska partisaner vid Comosjön. Han ställdes inför en ståndrätt, anklagades och förklarades skyldig till krigsförbrytelser och arkebuserades följande dag tillsammans med älskarinnan Clara Petacci. De hängdes i anklarna från en bensinstation vid Piazzale Loreto i Milano, där invånarna tog tillfället i akt att skända kropparna. Tillsammans med Mussolini och Petacci hängdes ytterligare ett antal kända företrädare för regimen upp, däribland Achille Starace, avpolletterad tidigare partisekreterare i fascistpartiet, Alessandro Pavolini, kulturminister och ex-kommunisten Nicola Bombacci.

### Familj
Mussolini var son till smeden Alessandro Mussolini och dennes hustru lärarinnan Rosa Maltoni. Benito Mussolini var gift med Rachele Guidi med vilken han fick dottern Edda, gift med Galeazzo Ciano (se ovan) och sönerna Bruno Mussolini (pilot), Vittorio Mussolini (journalist) och Romano Mussolini (jazzmusiker).

## Fascismen efter Mussolini
Efter andra världskrigets slut 1945 förbjöds fascismen i lag i Italien, men redan ett år senare, 1946, bildades det fascistinfluerade Movimento Sociale Italiano (MSI) av tidigare partiaktivister i Mussolinis parti. Hans sondotter Alessandra Mussolini satt som representant för Alleanza Nazionale för Neapel i det italienska parlamentet och fick 48% av rösterna i samband med borgmästarvalet år 1994. Alleanza Nazionale utgör fortsättningen på majoritetsinriktningen i MSI. Sedan partiledaren Gianfranco Fini 2003 uttryckt sig förklenande om fascismen lämnade Alessandra Mussolini partiet, men har inträtt i det nybildade partiet Popolo della Libertá; en sammanslagning av Finis Alleanza Nazionale och Berlusconis Forza Italia.
Mussolini ligger idag begravd i Predappio i en stor krypta som går att besöka och gå in i. Tavlor, statybyster och foton från Mussolinis styre finns vid graven.

## Skådespelsförfattare
Tillsammans med dramatikern, tillika Puccinis librettist, Giovacchino Forzano skrev Mussolini, sannolikt i början av 1930-talet, det historiska skådespelet De hundra dagarna om den franske kejsaren Napoleon I och dennes hundra dagars återkomst till makten i Paris efter hans deportering till ön Elba. Parallellen till Mussolinis egen person och eftersträvade historiska roll var tydlig. Skådespelet framfördes över 300 föreställningar i hemlandet och översattes till andra språk. Sin sverigepremiär fick pjäsen på Dramatens Stora scen den 9 februari 1934 i regi av Rune Carlsten och med Anders de Wahl som Napoleon.

## Mussolini i populärkulturen
- I den biografiska filmen Last Days of Mussolini från 1974 spelas Mussolini av Rod Steiger.
- I TV-serien Mussolini: The Untold Story från 1985 spelas Mussolini av den amerikanske skådespelaren George C. Scott.
- I TV-serien Mussolini and I från 1985 spelas Mussolini av Bob Hoskins.
- Skådespelaren Antonio Banderas spelar Mussolini i filmen Benito från 1993.

## Utmärkelser
- Storkorset av  Marinförtjänstorden,  1926[27]
- Carlos Manuel de Céspedes orden,  1926
- Storkors av  Vita lejonets orden,  20 juli 1926[28]
- Kungliga Serafimerorden,  12 april 1930[29]
- Goethemedaljen för konst och vetenskap,  1932
- Riddare med storkors av Savojens militärorden,  7 maj 1936[30]
- Hedersdoktor vid Université de Lausanne,  1937[31]
- Ordenskedja av Röda pilars imperieorden,  1937[32]
- Stora ordensbandet av Krysantemumorden
- Storkedja av Torn- och svärdorden[33]
- Vytiskorset
- Storkorset av Torn- och svärdsorden[33]
- Krysantemumorden
- Elefantorden
- Salomos orden
- Nepals stjärnorden
- Tjeckiska Segermedaljen
- Bolivars bysts orden
- Södra korsets orden
- Romerska örnorden
- Riddare av Annunziataorden
- Storkorsriddare av Sankt Mauritius och Sankt Lazarusorden
- Storkorsriddare av Italienska kronorden
- Quetzalorden
- Gyllene sporrens orden
- Björndödarorden
- Sankt Kyrillos och Sankt Methodios orden
- Riddare av storkorset av Kolonialorden Italiens stjärna
- Den Heliga gravens av Jerusalem riddarorden
- Skanderbegorden
- Malteserorden
- Frihetskorset (Estland)
- Tyska örnens orden
- Bathorden
- Vita örnens orden

[Redigera Wikidata]